# Пиксодар
Пиксо́дар (лик. 𐊓𐊆𐊜𐊁𐊅𐊀𐊕𐊀 Pixedara; др.-греч. Πιξώδαρoς) — правитель Карии первой половины 330 годов до н. э. Пришёл к власти вследствие дворцового переворота. После свержения своей сестры Ады Пиксодар стал династом Карии и сатрапом Ликии. В начале своего правления Пиксодар направлял свои армию и флот против македонян, которые стремились подчинить своей власти Перинф и Византий. Через несколько лет он захотел не только примириться, но и породниться с Филиппом II. Попытка выдать замуж свою дочь Аду за одного из сыновей македонского царя закончилась скандалом и ссорой между Филиппом II и Александром Македонским. Вскоре после этого Пиксодар умер.

## Происхождение. Семья

Примерные границы Карии в V—IV веках до н. э.

Пиксодар родился около 400 года до н. э. Он был младшим из трёх сыновей карийского династа Гекатомна. Власть Гекатомна и его потомков над Карией была более полной, чем у других сатрапов империи Ахеменидов. В связи с этим историки могут называть Гекатомна и его наследников как сатрапами, так и династами. Гекатомн управлял Карией с 395 по 377 год до н. э. Он смог превратить свою область в независимое наследственное царство, которое формально находилось под властью царя царей империи Ахеменидов. После смерти Гекатомна Карией последовательно управляли Мавсол (377—353/352 годы до н. э.), его жена и сестра Артемисия (353/352—351/350 годы до н. э.), Идрией (351/350—344 годы до н. э.), а затем жена и сестра Идриея Ада (344—340/339 годы до н. э.). Незадолго до смерти Мавсола Гекатомнидам передали под управление Ликию.
Пиксодар был женат на каппадокиянке Афнеиде. Таким образом он нарушил семейную традицию близкородственных браков, возможно потому, что ему, как младшему сыну, «не хватило» сестры. Брак с чужеземкой для правителя Карии был отходом от традиции, а также свидетельствовал о внутреннем расколе и упадке в этой области. Из античных источников известно лишь об одной дочери Пиксодара Аде, которую Плутарх назвал «старшей».

## Биография
В 341, 340 или 339 году до н. э. Пиксодар, который до этого занимал должность сатрапа Ликии, сверг во время дворцового переворота сестру и захватил власть в Карии. Ада смогла удержать за собой лишь один город Алинду, которую Арриан назвал «твердыней из карийских твердынь». Возможно, Аду отправили в Алинду в ссылку. Персы никак не отреагировали на смену власти в Карии, по всей видимости восприняв это как внутреннюю проблему одной из своих провинций.
О правлении Пиксодара известно немногое. В начале правления его войска участвовали в сражениях с македонской армией во время осады Филиппом II Перинфа. Впоследствии флот из подконтрольных Пиксодару островов Кос, Хиос и Родос помогал Византию выдержать осаду македонян. Помощь со стороны Пиксодара стала важным фактором, который обусловил неудачу Филиппа II в завоевании двух богатых прибрежных торговых городов.

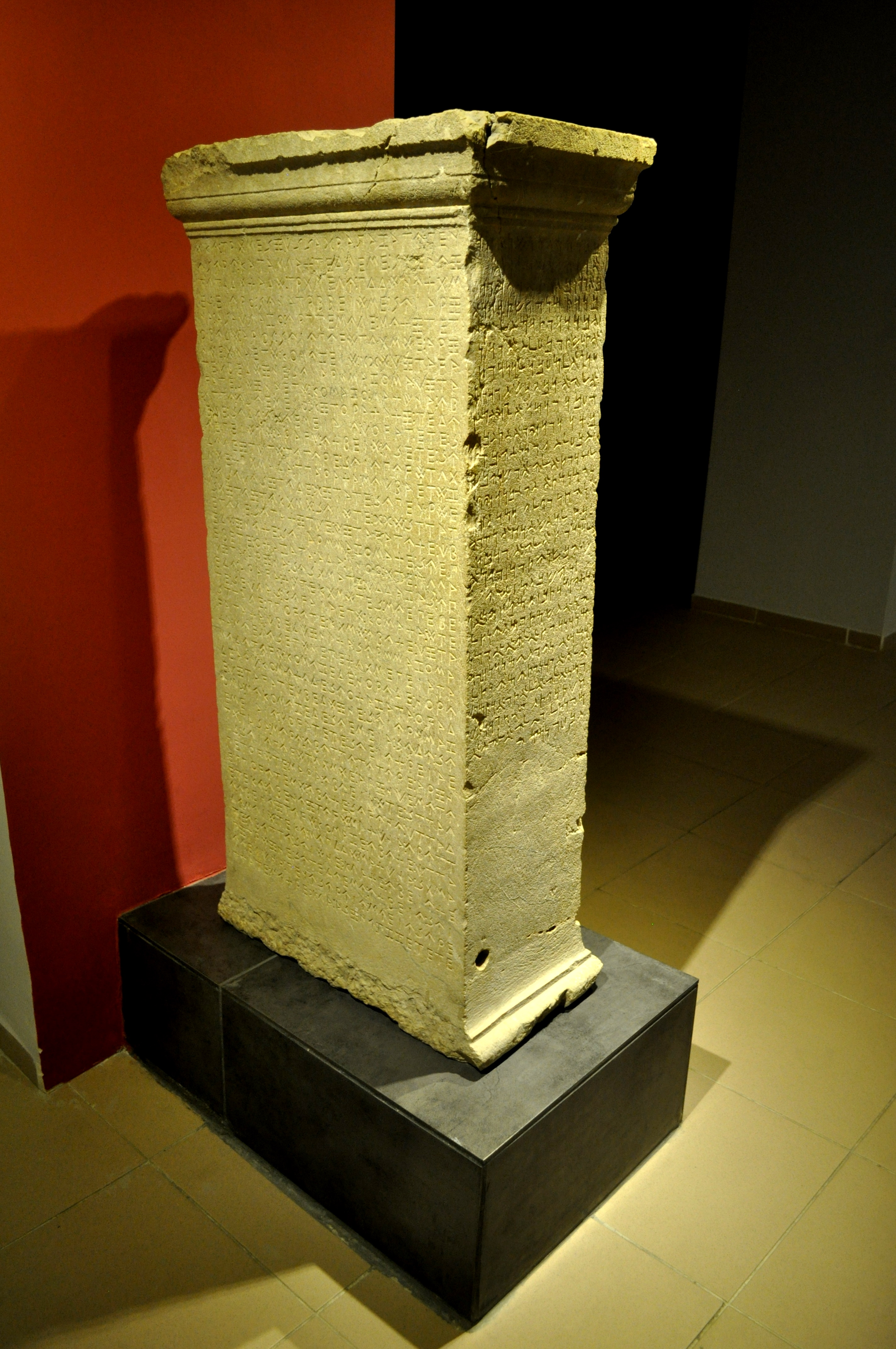
Стелла с декретом Пиксодара на трёх языках. Городской музей Фетхие, Турция

На основании данных эпиграфики историки делают выводы об усилении влияния и власти Пиксодара в Ликии. В период его правления в области произошла политическая централизация управления и унификация налоговой системы. Натуральная система налогообложения была заменена на фиксированную десятину.
Плутарх передаёт историю о попытке Пиксодара породниться с царским домом Македонии. В 337 году до н. э. он отправил к Филиппу II Аристокрита с предложением женитьбы между своей дочерью Адой и сыном, а также возможным наследником, македонского царя Арридеем. По мнению историка И. Г. Дройзена, Пиксодар предлагал македонскому царю породниться домами, а уже Филипп II выбрал на роль супруга Ады Арридея. Друзья и мать второго сына Филиппа II Александра стали убеждать юного царевича, что таким образом царь «блестящей женитьбой и сильными связями хочет обеспечить Арридею царскую власть». Обеспокоенный этим Александр отправил к Пиксодару Фессала с тем, чтобы убедить карийского династа выдать свою дочь замуж за Александра, а не слабоумного Арридея. Возможно, Александр предполагал переехать в Карию, так как не надеялся вскоре занять македонский трон. Это предложение пришлось Пиксодару по душе и он ответил согласием. Эта новость вызвала у Филиппа II ярость. Царь не только назвал Александра «человеком низменным, недостойным своего высокого положения», но и изгнал друзей сына Птолемея, Гарпала, Неарха, Лаомедона и Эригия из Македонии.

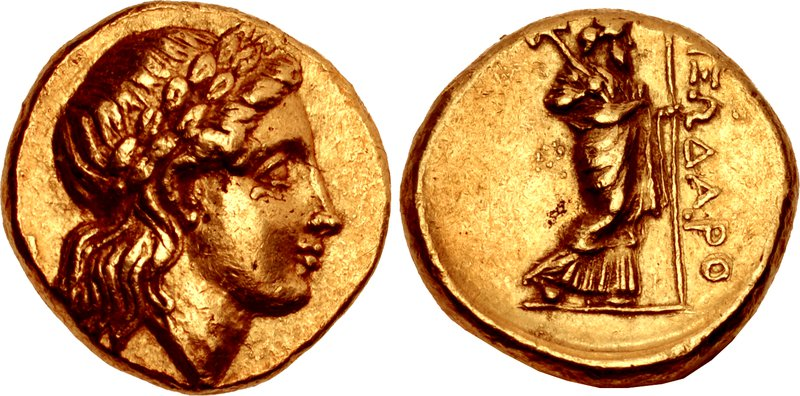
Золотой карийский гемистатер. На реверсе легенда — [ΠI]ΞOΔAPO

Затею Пиксодара можно рассматривать в контексте заключения антиперсидского союза с Македонией. Филипп II готовился к войне с империей Ахеменидов и Кария могла стать плацдармом для его войск. Пиксодар, в свою очередь, хотел прекратить выплачивать дань персидскому царю и получить полную независимость для своих владений. О стремлении Пиксодара к независимости свидетельствуют и данные нумизматики. Карийский династ чеканил золотую монету со своим именем, что не мог позволить себе кто-либо из других персидских сатрапов. Такой привилегией обладал лишь царь царей империи Ахеменидов. В контексте подготовки Македонии к войне с персами существует предположение, что инициатором брачных переговоров был не Пиксодар, а Филипп II.
Македонский царь мог воспринимать руководителя Карии в качестве наиболее могущественного потенциального противника во время будущей войны с персами. На момент несостоявшейся помолвки Пиксодар уже был немолод, сыновей у него не было. Соответственно, его зять имел большие шансы получить власть в сильных и богатых персидских сатрапиях Карии и Ликии. Если бы таковым оказался македонский царевич, то это значительно бы усилило позиции Филиппа II. Вмешательство в свои планы Александра могло быть воспринято Филиппом в качестве узурпации царской прерогативы устраивать браки представителей правящей династии. Также царь был крайне недоволен срывом своих военных и политических планов.
В жизнеописании Александра Плутарх приводит историю с «затеей Пиксодара» сразу после описания свадьбы Филиппа II с Клеопатрой. Во время свадьбы произошла ссора между македонским царём и сыном, после чего Александр был вынужден уехать из Македонии. Если описанная последовательность событий верна, то Александр вначале вёл переговоры с Пиксодаром из Иллирии, а очередная ссора с отцом произошла после его возвращения в Пеллу.
Также не исключено, что вся эта история является позднеантичной выдумкой. В пользу истинности, а не вымысла данной истории свидетельствует, подтверждённое в других источниках, изгнание друзей Александра из Македонии, которое Плутарх связал с их участием в срыве женитьбы Арридея и дочери Пиксодара Аде.
После провала помолвки карийский сатрап был вынужден доказывать свою лояльность персам, либо решил, что в противостоянии персов и македонян выгоднее принять сторону более могущественных Ахеменидов. Так как затея с установлением родственных отношений с македонянами провалилась, то Пиксодар был вынужден породниться с персами. Аду выдали замуж за знатного перса Оронтобата, который являлся доверенным лицом царя империи Ахеменидов в качестве знака возвращения к вассальной зависимости от Персии.
Историкам достоверно неизвестно когда умер Пиксодар. Смерть наступила между 337 и 334 годами до н. э., до начала осады Галикарнаса войсками Александра Македонского. Согласно историку К. Ю. Белоху Пиксодар умер через год после неудачной попытки породниться с Филиппом II, И. Г. Дройзену — в 335 году до н. э. Как бы то ни было после смерти Пиксодара власть в Карии перешла к его зятю Оронтобату. По версии Страбона, Оронтобат стал соправителем Карии ещё при жизни Пиксодара.

### Исследования
- Баранов Д. А. Политическая и социальная история Ликии в V—IV вв. до н. э. Автореферат диссертации на соискание учёной степени кандидата исторических наук. — Воронеж, 2012.
- Белох К. Ю. Греческая история: в 2 т. / пер. с нем. М. О. Гершензона; под ред. и со вступ. ст. Ю. И. Семёнова.. — М.: Государственная публичная историческая библиотека России, 2009. — Т. 2: Кончая Аристотелем и завоеванием Азии. — ISBN 978-5-85209-215-1.
- Дандамаев М. А.-К. Политическая история Ахеменидской державы / Утверждено к печати Ученым советом Института востоковедения Академии наук СССР. — М.: Главная редакция восточной литературы издательства «Наука», 1985.
- Дройзен И. Г. История эллинизма. История Александра Великого. — М.: Академический Проект, 2011. — 623 с. — (Технологии истории). — ISBN 978-5-8291-1304-9.
- Ефремов Н. В. Прескрипты некоторых раннеэллинистических надписей Карии. Попытка исторической интерпретации // Вопросы эпиграфики  / Под редакцией кандидата исторических наук А. Г. Авдеева. — М.: Русский фонд содействия образованию и науке, 2008. — Вып. III. — С. 128—187. — ISBN 978-5-91244-010-6.
- Ефремов Н. В. Династия Гекатомнидов в современных им греческих надписях // Вопросы эпиграфики  / Под редакцией кандидата исторических наук А. Г. Авдеева. — М.: Русский фонд содействия образованию и науке, 2010. — Вып. IV. — С. 82—. — ISBN 978-5-91244-028-1.
- Киляшова К. А. Политическая роль женщин при дворе македонских царей династии Аргеадов. Диссертация на соискание учёной степени кандидата исторических наук / Научный руководитель доктор исторических наук, профессор Э. В. Рунг. — Казань: Казанский (Приволжский) федеральный университет, 2018.
- Олмстед А. История Персидской империи. — Центрполиграф, 2015. — ISBN 978-5-9524-5151-3.
- Самохина Г С. Рецензия на сборник научных статей "Филипп II и Александр Великий: отец и сын, жизнь реальная и после смерти" // КЛИО. — 2013. — Вып. 80, № 8. — С. 119—123. — ISSN 2070-9773.
- Суриков И. Е. Очерки об историописании в классической Греции. — М.: Языки славянских культур, 2011. — 504 с. — (Studia historica). — ISBN 978-5-9551-0489-8.
- Уортингтон, Йен[нем.]. Филипп II Македонский. — СПб. — М.: Евразия — ИД Клио, 2014. — 400 с. — ISBN 978-5-91852-053-6.
- Шахермайр Ф. Александр Македонский. — Ростов-на-Дону: Феникс, 1997. — 576 с. — ISBN 5-85880-313-Х.
- Шифман И. Ш. Александр Македонский / ответственный редактор Э. Д. Фролов. — Л.: Наука, 1988. — ISBN 5-02-027233-7.
- Briant P. The Empire of Darius III in Perspective. 3.1. Pixodarus at Xanthus: satrapal power and local elites // Alexander The Great. A Reader (англ.) / Worthingthon I.. — 2nd. — New York: Routledge, 2012. — ISBN 9780203804353.
- Heckel W. Pixodarus // Who's Who in the Age of Alexander the Great: Prosopography of Alexander's Empire (англ.). — Malden; Oxford; Carlton: Blackwell Publishing, 2006. — P. 223. — ISBN 1-4051-1210-7.
- Ruzicka Stephen. The "Pixodares Affair" Reconsidered Again // Philip II and Alexander the Great: Father and Son, Lives and Afterlives (англ.) / edited by Elizabeth Carney and Daniel Ogden. — Oxford: Oxford University Press, 2010. — P. 3—12. — ISBN 978-0-19-973815-1.
- Sears M. A. Alexander and Ada Reconsidered (англ.) // Classical Philology. — The University of Chicago Press, 2014. — Vol. 109, no. 3. — P. 211—221. — doi:10.1086/676285. — JSTOR 10.1086/676285.